# گرانت پارک (شیکاگو)

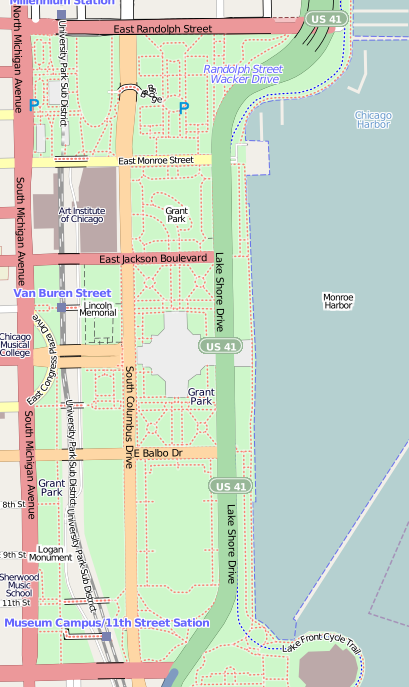
نقشه گرنت پارک

گرنت پارک یک پارک بزرگ شهری است (با مساحت ۳۱۹ اکر معادل ۱٫۲۹ کیلومتر مربع) که در منطقه اجتماع لوپ شیکاگو، ایلینوی واقع است. این پارک که در منطقه تجاری مرکزی شهر واقع شده‌است، شامل پارک میلنیوم، چشمه باکینگهام، موسسه هنر شیکاگو و پردیس موزه است. این پارک که در اصل با نام پارک دریاچه شناخته می‌شد و تاریخ آن به زمان تأسیس شهر بر می‌گردد. پارک در سال ۱۹۰۱، به افتخار رئیس‌جمهور ایالات متحده اولیس اس گرانت تغییر نام داد. مساحت پارک چندین بار از طریق احیای زمین گسترش یافته‌است و در اواخر قرن نوزدهم و اوایل قرن بیستم در مورد استفاده از فضای باز کانون اختلافات زیادی بوده‌است. پارک از شمال با خیابان راندولف، از جنوب با جاده روزولت و مک فتریج درایو، از غرب با خیابان میشیگان و از شرق با دریاچه میشیگان هم مرز است. این پارک شامل سالن‌های اجرا، باغ، آثار هنری، ورزش و امکانات بندری است. میزبان گردهمایی‌های عمومی و چندین رویداد بزرگ سالانه است.
از گرنت پارک به عنوان «حیاط جلویی شیکاگو» یاد می‌شود. این منطقه توسط منطقه پارک شیکاگو اداره می‌شود.

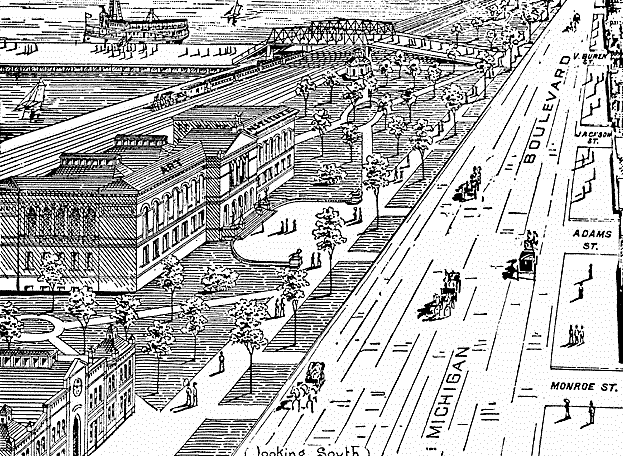
این طرح ۱۸۹۳م مؤسسه هنر شیکاگو نشان می دهد که اکثر پارکهای گرانت امروزی هنوز زیر دریاچه میشیگان غوطه ور شده‌اند و خطوط راه‌آهن در امتداد خط ساحلی پشت موزه حرکت می‌کنند.

برنامه های اولیه برای شهر شیکاگو منطقه شرقی خیابان میشیگان را بدون تقسیم و خالی گذاشت و به خریداران خیابان میشیگان وعده داده شد که این منطقه بدون اشغال باقی خواهد ماند. هنگامی که ذخیرهگاه سابق فورت دیربورن در سال ۱۸۳۹ به بخشی از شهر تبدیل شد، نقشه منطقه شرق خیابان میشیگان در جنوب راندولف با عنوان "زمین عمومی" مشخص شد. برای همیشه خالی از ساختمان باقی بمانید. " 
شهر به‌صورت رسمی در ۲۹ آوریل ۱۸۴۴ این زمین را به عنوان پارک تعیین کرد و نام آن را پارک دریاچه گذاشت. هنگامی که راه آهن مرکزی ایلینویز در سال ۱۸۵۲ در شیکاگو ساخته شد، اجازه داده شد که در امتداد دریاچه در جاده ای که در ساحل پارک ساخته شده است ، حرکت کند. تالاب به وجود آمده راکد شد و تا حد زیادی در سال ۱۸۷۱ با آوارهای ناشی از آتش سوزی شیکاگو پر شد و زمین پارک را افزایش داد. در سال ۱۸۹۶ ، شهر شروع به گسترش پارک به دریاچه با محل دفن زباله ، فراتر از خطوط راه آهن کرد. در ۹ اکتبر ۱۹۰۱، این پارک به افتخار فرمانده ژنرال جنگ داخلی آمریکا و رئیس جمهور ایالات متحده اولیس اس گرانت به گرنت پارک تغییر نام داد. در کنوانسیون ملی جمهوری خواهان ۱۸۶۸ در شیکاگو، گرانت برای اولین دوره ریاست جمهوری خود نامزد شده بود.
مومحدودیت های قانونی ممنوعیت هرگونه ساختمان در پارک در قرن نوزدهم نادیده گرفته شد، زیرا ساختمانهای مختلف مدنی در آنجا قرار داشت. در زمان های مختلف، یک اداره پست، مرکز نمایشگاه، زرادخانه و حتی زمین اولیه باشگاه بیس بال که اکنون به نام شیکاگو کلاب مشهور است درر این پارک ساخته شد. طرحی در سال ۱۹۰۴ که توسط برادران اولمستد تهیه شده بود ، پیشنهاد می کرد که موزه فیلد را به عنوان مرکز پارک قرار دهید، ایده ای که در طرح شیکاگو دانیل برنهام و ادوارد اچ بنت در سال ۱۹۰۹ ادغام شد.  آرون مونتگومری وار تاجر شیکاگو در نهایت برای نجات پارک از ساختمان ها، چهار نبرد در دادگاه انجام داد که تقریباً هر رهبر مدنی با آن مخالفت کرد. استثنائی که وارد با آن موافقت کرد ، مربوط به موسسه هنر شیکاگو بود که در سال ۱۸۹۲ ساخته شد.

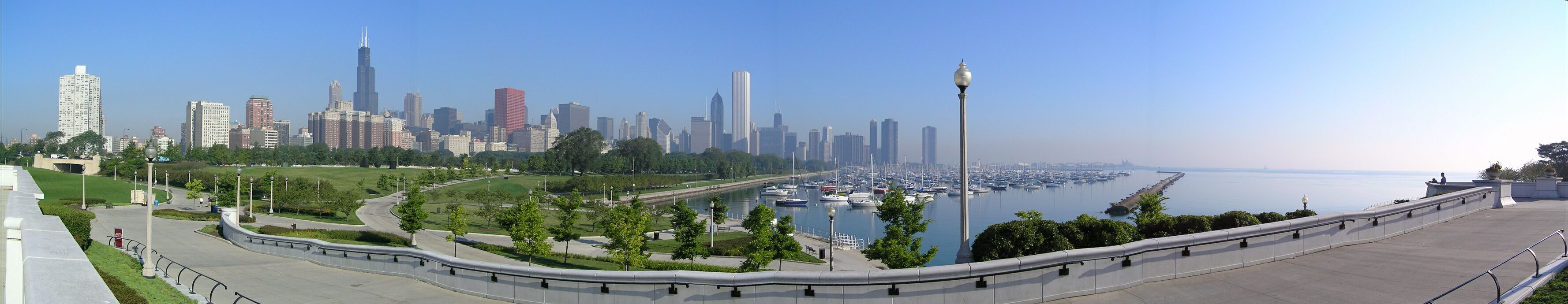
گرنت پارک ، بندر مونرو ، و خط افق شیکاگو ۲۰۰۴ از پردیس موزه